# Filet d'Anvers

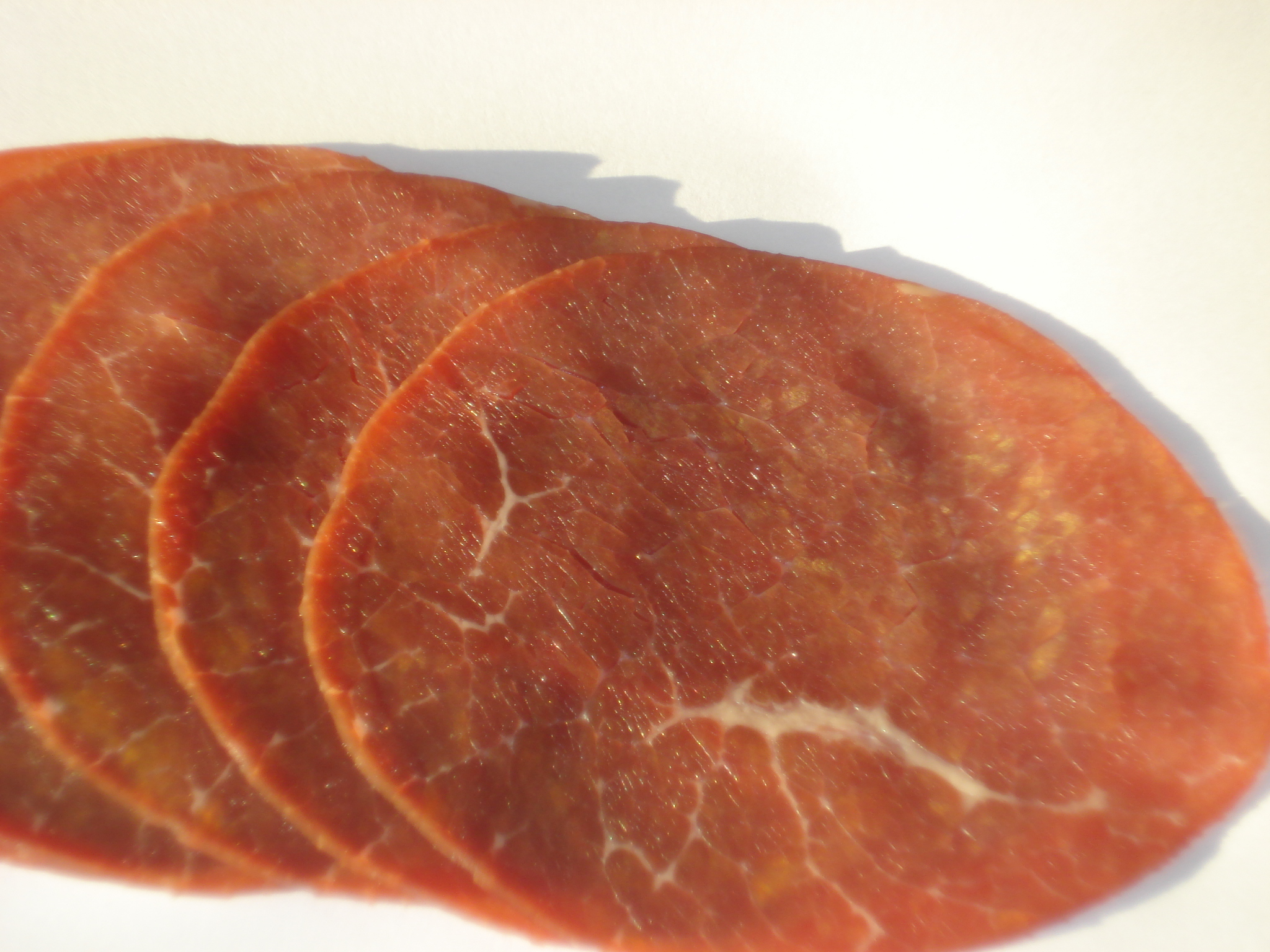
Filet d'Anvers

Filet d'Anvers (Frans voor 'Antwerpse filet') is een stuk gerookt rundvlees, in Vlaanderen erkend als streekproduct.
Typisch voor de filet d'Anvers is dat men gebruikmaakt van de spier van het muisstuk, een zeer mager, maar ook vrij taai stuk vlees, door de beenhouwers Antwerpse filet genoemd. Het vlees wordt gepekeld, gerijpt en ten slotte gerookt. Het wordt gegeten als fijn broodbeleg. De filet d'Anvers werd door de VLAM zowel in Antwerpen als in Limburg als streekproduct erkend.